# Задонка
Задонка — деревня в Сладковском районе Тюменской области России. Входит в состав Степновского сельского поселения.

## История
До 1917 года входила в состав Сладковской волости Ишимского уезда Тюменской губернии. По данным на 1926 год село Задонское состояло из 182 хозяйств. В административном отношении являлось центром Задонского сельсовета Сладковского района Ишимского округа Уральской области.

## Население
| 2010 |
| ---- |
| 35   |

По данным переписи 1926 года в селе проживало 978 человек (468 мужчин и 510 женщин), в том числе: русские составляли 99 % населения.
Согласно результатам переписи 2002 года, в национальной структуре населения русские составляли 97 % из 106 чел.